# Brasserie Terken
La Brasserie Terken est une ancienne brasserie française, disparue en 2004. Elle était située sur la zone de l'Union à Roubaix, dans le département du Nord.
Les bâtiments ont depuis été réhabilités et accueillent depuis 2015 le siège de Kipsta, appelé Kipstadium.

## Histoire

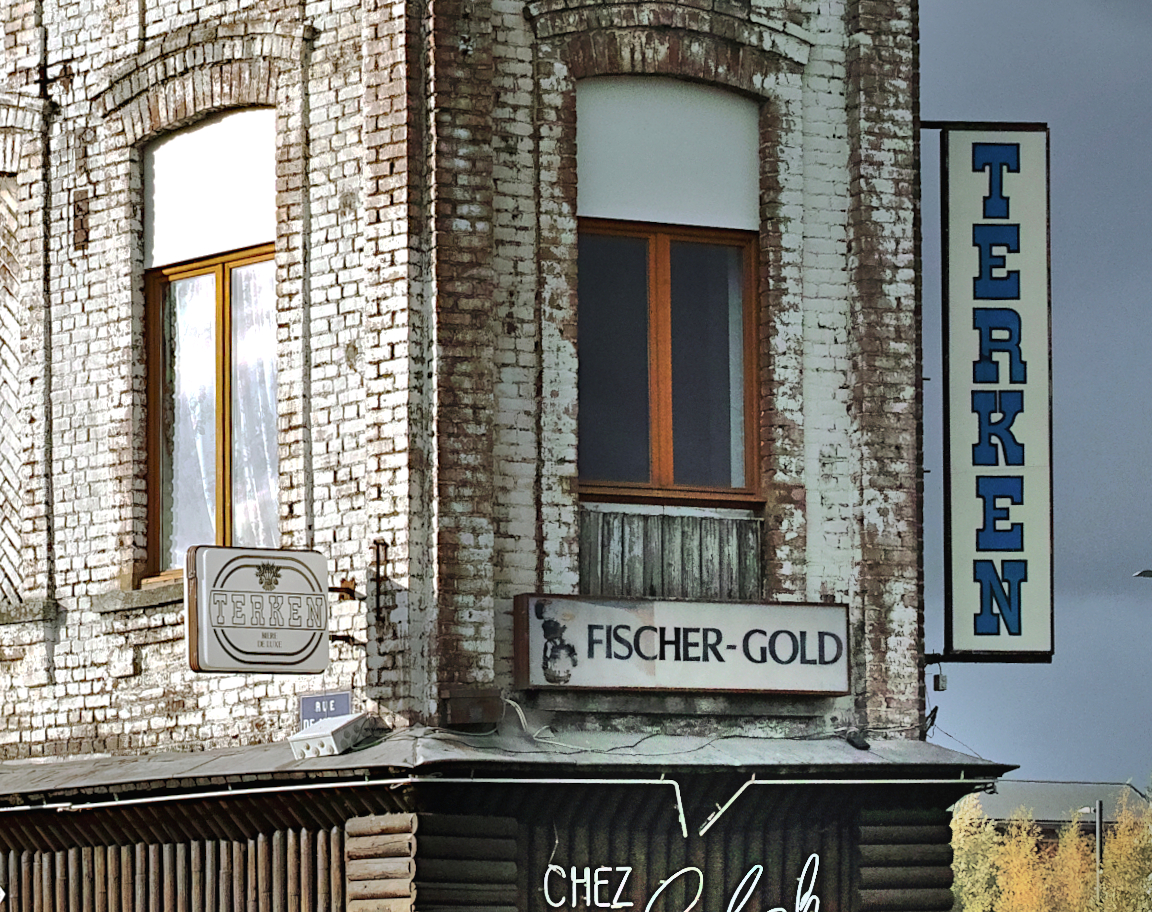
Enseignes Terken sur un café à Roubaix

En 1920, trois brasseries roubaisiennes, l’Union, l’Alliance tourquennoise et Jean Ghislain décident de fusionner et prennent comme nom « GBM » pour « Grande Brasserie moderne ». La brasserie prendra le statut SCOP et le gardera jusqu'à sa disparition en 2004 (après une reprise en 2002).
La distribution des produits de la brasserie à l'origine reposait sur deux formes complémentaires, un réseau de bistrots sur les communes environnantes, mais surtout sur la livraison à domicile des particuliers adhérents à la SCOP. L'arrivée de la grande distribution amène la disparition de la livraison à domicile, la brasserie devient producteur de bières sous marque distributeur tout en gardant ses productions originales, principalement des bières de garde.
En 1989, la grande brasserie moderne prend le nom de son produit phare et devient la Brasserie Terken, et tente de se positionner sur les bières de garde plus valorisées. Mais la taille de l'entreprise (première brasserie indépendante de France) est trop importante pour les volumes de ce créneau, l'effectif passe de 600 salariés à 300 salariés, puis en 2000, 80 nouveaux salariés sont licenciés, après la reprise en 2002 après cessation de bilan par covinor, l'effectif continue à diminuer et le 27 février 2004, la Brasserie et ses 165 salariés est liquidée par le tribunal de commerce de Roubaix-Tourcoing.

L'usine et le quartier laissent place à une vaste friche au sein de la Zone de l'Union. En 2015, l'enseigne Décathlon installe sur le site le siège social de sa marque Kipsta ainsi qu'un complexe sportif.

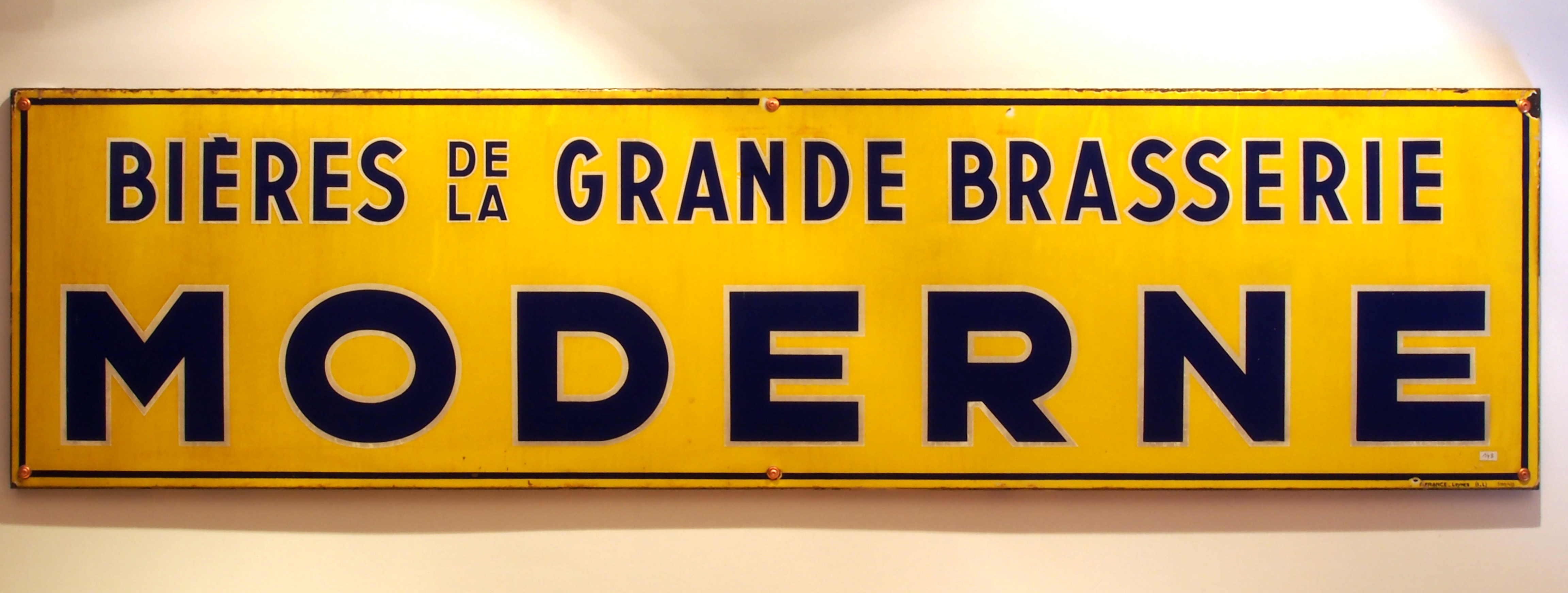
Plaque de la Grande Brasserie Moderne.